# Drive through
O drive through é uma das duas grandes penalidades que podem ser aplicadas a critério do comissários desportivos, enquanto a corrida ainda está em andamento. O piloto punido deve entrar no pit lane (box), dirigir por ele respeitando o limite de velocidade, e voltar a participar da corrida, sem precisar parar.